# Suinin
Cesarz Suinin (jap. 垂仁天皇 Suinin tennō) – 11. cesarz Japonii, według tradycyjnego porządku dziedziczenia.
Zgodnie z tradycyjną historiografią japońską, opierającą się na kronikach Kojiki i Nihon-shoki, Suinin panował w latach 29 p.n.e.–70 n.e.
Mauzoleum cesarza Suinin znajduje się w prefekturze Nara. Nazywa się ono Sugawara no Fushimi no higashi no misasagi.